# Bertino di Sithiu
Bertino di Sithiu (Coutances, 615 circa – 698 circa) è stato un abate franco di Saint-Omer; è venerato come santo dalla Chiesa cattolica.

## Biografia
Dopo essere entrato nel monastero di Luxeuil fondato da San Colombano, verso il 642, Bertino, con i monaci Mommolino ed Ebertanno, si trasferì nella diocesi di Thérouanne, retta dal vescovo Audomaro. Questi diede ai tre l'incarico di recarsi a Sithiu (l'odierna Saint-Omer) per costruirvi un monastero, alla cui guida fu scelto Mommolino.
Dopo il 660 gli succedette Bertino che, diventato abate, si prodigò per l'evangelizzazione delle terre limitrofe e per la bonifica della campagna circostante.
Venerato come santo dalla Chiesa cattolica, la sua memoria viene celebrata il 5 settembre.